# Florian Schulz (Märtyrer)
Florian Schulz (* 26. Mai 1873 in Landau, heute Schyrokolaniwka, Oblast Mykolajiw, Ukraine, Russisches Kaiserreich; † nach 1933 in der Sowjetunion) war ein russlanddeutscher römisch-katholischer Geistlicher und Märtyrer.

## Leben
Florian Schulz wurde 7 Jahre vor Bischof Markus Glaser als Sohn einer Bauernfamilie in Landau geboren. Er studierte Theologie in Saratow und wurde am 9. Juni 1896 zum Priester geweiht. Die Stationen seines Wirkens waren: Kandel (bei Odessa), Blumenfeld und Wittmann/Solothurn im Wolgagebiet. Am 10. November 1925 wurde er verhaftet und am 26. März 1926 zu 3 Jahren Verbannung verurteilt. Er lebte in Ksyl-Orda und Kustanai in Kasachstan. Am 18. Januar 1929 wurde er unter Auflagen entlassen und ging nach Stalingrad. Dort wurde er 1930 erneut verhaftet, am 1. Dezember zu 10 Jahren Straflager verurteilt und nach Wologda deportiert. Am 22. Februar 1933 wurde er in die Arktis verbannt. Seitdem ist er verschollen.

## Gedenken
Die Römisch-katholische Kirche in Deutschland nahm Pfarrer Florian Schulz als Märtyrer in das deutsche Martyrologium des 20. Jahrhunderts auf.